# Woonplaats in Rusland
De woonplaats is de aanduiding van de vestigingsplaats, zoals in de postale adressering gebruikelijk is. Het is onderdeel van het adres van een gebouw. Een volledig adres in Rusland bestaat uit woonplaats + straat + huisnummer + (optioneel) appartement nummer. Het adres dient voor de identificatie van gebouwen, van belang onder andere voor de postbezorging en voor politie en hulpdiensten. In het bevolkingsregister staat van iedere ingezetene met een vaste woon- of verblijfplaats het adres vermeld.
De classificatie van woonplaatsen wijkt op veel punten af van de in het Nederlandse taalgebied gebruikte indelingen.
Onderstaande lijst geeft een opsomming van deze terminologie, waarbij moet worden opgemerkt dat sommige typen niet meer gebruikt worden, maar wel voorkomen in historische beschrijvingen of in sommige geografische namen.

## Moderne classificatie
De Landcode van de Russische Federatie maakt onderscheid naar twee grote categorieën; urbane woonplaatsen en rurale woonplaatsen.

### Urbane woonplaatsen
- Город (gorod) - stad. Officieel worden steden geclassificeerd op basis van bevolkingsaantal. Daarnaast worden steden geclassificeerd naar hun niveau van jurisdictie (rajon/oblast/kraj/republiek/federaal).
  - сверхкрупный город (sverchkroepnyj gorod) - supergrote stad: meer dan 3 000 000 inwoners
  - крупнейший город (kroepnejsji gorod) - zeer grote stad: 1 000 000 – 3 000 000
  - крупный город (kroepnyj gorod) - aanzienlijk grote stad: 250 000 – 1 000 000
  - большой город (bolsjoj gorod) - grote stad: 100 000 – 250 000.
  - средний город (sredni gorod) - middelgrote stad: 50 000 – 100 000.
  - малый город, городок (malyj gorod, gorodok) - kleine stad/stadje: minder dan 50 000.
- Посёлок городского типа (posjolok gorodskogo tipa) - nederzetting met stedelijk karakter is een urbane nederzetting met wat minder inwoners dan de bovengenoemde stadstypen. Er zijn verschillende typen nederzettingen met stedelijk karakter:
  - Посёлок городского типа - "gewone" nederzetting met stedelijk karakter: meestal een bevolking tussen 3000 en 12 000.
  - рабочий посёлок (rabotsji posjolok) - werknederzetting: meestal een plaats met een groot deel van de bevolking actief binnen de industrie.
  - посёлок строителей (posjolok strojtelej) - bouwersnederzetting: meestal een plaats met een groot deel van de bevolking actief binnen de bouw (constructie).
  - курортный посёлок (koerortny posjolok) - strandnederzetting/kuuroord: meestal een plaats met een groot deel van de bevolking werkzaam in de toeristische of kuursector (restaurants, hotels, sanatoria, etc.).
  - станция (stantsija) - station: meestal een plaats met een groot deel van de bevolking werkzaam in de transportsector.

### Rurale woonplaatsen
- Посёлок сельского типа (posjolok selskogo tipa) - rurale nederzetting, vaak gewoon посёлок (posjolok) genoemd. De "rurale" (сельского типа) toevoeging wordt gegeven aan nederzettingen waar een groot deel van de bevolking actief is in de landbouw, terwijl posjolok (посёлок) aangeeft dat een de bevolking bestaat uit een mix van mensen werkzaam in de landbouw en de industrie.
- Grotere rurale nederzettingen met een bevolking van 500 tot 3000:
  - Село (selo) — dorp.
  - Станица (stanitsa) — historisch; een rurale kozakkennederzetting. De naam wordt nog steeds gebruikt, maar betekent nu eigenlijk gewoon "dorp".
  - Слобода (sloboda) — historisch; een nederzetting die geen belastingen en heffingen meer hoefde te betalen vanwege uiteenlopende redenen. De naam wordt nog steeds gebruikt, maar betekent nu  eigenlijk gewoon "dorp", "voorstad" of "wijk".
  - Дачный посёлок (datsjnyj posjolok) — meestal een nederzetting in een buitenwijk van een stad met zomerdatsja's.
- Kleinere rurale nederzettingen met een bevolking van minder dan 500:
  - Деревня (derevnja) — vertaald als "dorp".
  - Хутор (choetor) — onder andere te vertalen als "gehucht", "hoeve" of "boerderij"; een rurale nederzetting van een of meer families.
  - Рыбацкий посёлок (rybatski posjolok) — vertaald als "vissersnederzetting", een rurale kustnederzetting waarbij de bevolking grotendeels werkzaam is in de visserij.
- In de autonome republieken van Rusland wordt vaak nationale terminologie gebruikt in het Russisch. Voorbeelden zijn аул (aoel) en кишлак (kisjlak).

#### Classificatie van rurale nederzettingen naar bevolkingscijfers
- Omvangrijke rurale nederzettingen: > 5000 inwoners.
- Grote rurale nederzettingen: 1000 tot 5000.
- Middelgrote rurale nederzettingen: 200 tot 1000.
- Kleine rurale nederzettingen: < 200.

### Historische begrippen
- крепость (krepost; "fort") - gefortificeerde nederzetting. Een kremlin is een belangrijke krepost die vaak een kasteel omvat en omgeven wordt door een posad. Een ostrog was een meer primitieve houten vorm van een krepost, die snel kon worden opgebouwd binnen grove wallen van gepunt hout.
- посад (posad) - een middeleeuwse nederzetting.
- местечко (mestetsjko; van het Poolse miasteczko ("stadje"); Jiddisch: shtetl) - een kleine stad in de Westelijke Kraj die werd geannexeerd door het Russische Rijk tijdens de Poolse delingen; had over het algemeen een overwegend joodse bevolking.